# Ed Fitzgerald
James Edward Fitzgerald, detto Ed (Northfield, 3 agosto 1891 – Saint Paul, 18 aprile 1966), è stato un hockeista su ghiaccio statunitense.

## Palmarès

### Olimpiadi
- Argento a Anversa 1920 nell'hockey su ghiaccio.